# Culture de Xinle

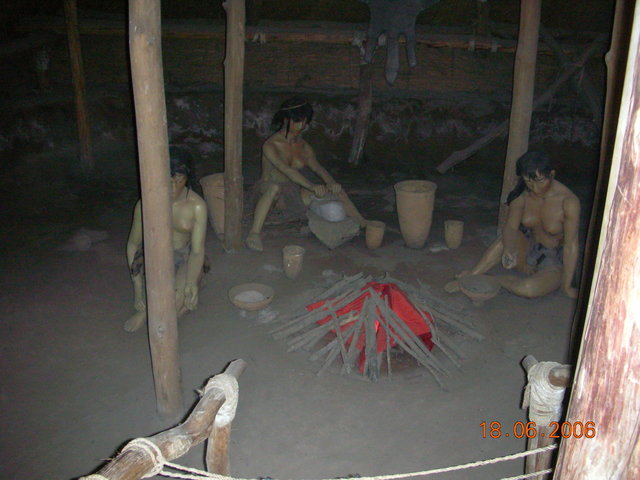
Intérieur reconstitué d'une maison de Xinle

La culture de Xinle (chinois simplifié : 新乐文化 ; chinois traditionnel : 新樂文化 ; pinyin : xīnlé wénhuà), d'environ 5 500 à 4 800 ans av. J.-C., est la plus ancienne culture archéologique néolithique du Nord-est de la Chine. Elle était située autour de la rivière Liao et de la péninsule du Liaodong. Cette culture maitrisait l'élevage du cochon et la culture du millet, le panic, bien adapté au froid.

## Site de Xinle
Le site éponyme de Xinle se trouve dans le quartier de Huanggu, dans le nord de la ville de Shenyang, tout comme le musée qui lui est dédié. Il fait partie des sites historiques et culturels majeurs protégés au niveau national (5-24) depuis 2001.
Découvert en 1973, il regroupe 40 maisons semi-enterrées d'une superficie de 10 à 100 m². Elles sont de forme rectangulaire avec des bords arrondis. En 1978, une sculpture en bois âgée de 7 200 ans a été trouvée, il s'agit probablement d'un totem. Un nombre inhabituel d'artefacts en jais, agate et jade ont également été découverts.

## Objets caractéristiques
Les sites les plus anciens présentent des vestiges microlithiques ainsi que des meules, houes et haches polies. La céramique est décorée au peigne. Elle est de type jiashatao (de).

## Autres sites
Autres sites représentatifs de la culture de Xinle :
- Qiansongyuan[6]
- Guoqi[7]
- Pianbaozi[8].